# Кирдяшёв, Валерий Александрович
Вале́рий Алекса́ндрович Кирдяшёв (род. 18 марта 1976, Волгоград) — российский легкоатлет, специалист по бегу на короткие дистанции. Выступал на профессиональном уровне в 1999—2009 годах, победитель и призёр первенств всероссийского значения, участник ряда крупных международных стартов, в том числе чемпионата Европы в помещении в Генте. Представлял Волгоградскую область.

## Биография
Валерий Кирдяшёв родился 18 марта 1976 года в Волгограде. Окончил Волгоградскую государственную академию физической культуры.
Начинал заниматься лёгкой атлетикой у тренера С. Куренкова, впоследствии проходил подготовку под руководством А. О. Григорьева.
Впервые заявил о себе на взрослом всероссийском уровне в сезоне 1999 года, когда на зимнем чемпионате России в Москве выиграл бронзовые медали в беге на 60 и 200 метров.
В 2000 году в тех же дисциплинах одержал победу на зимнем чемпионате России в Волгограде, стартовал на чемпионате Европы в помещении в Генте и на Кубке Европы в Гейтсхеде. На летнем чемпионате России в Туле взял бронзу в дисциплине 100 метров. В качестве запасного бегуна находился в составе российской эстафетной команды на Олимпийских играх в Сиднее, но в итоге выйти здесь на старт ему не довелось.
В 2001 году принял участие в Кубке Европы в Бремене, где стартовал на 100-метровой дистанции.
В 2003 году в беге на 200 метров получил серебро на зимнем чемпионате России в Москве и на летнем чемпионате России в Туле.
В 2005 году в дисциплине 200 метров взял бронзу на чемпионате России в Туле.
В феврале 2009 года на зимнем чемпионате России в Москве Кирдяшёв провалил допинг-тест — взятая проба показала наличие запрещённого вещества карфедона. В итоге спортсмена дисквалифицировали сроком на 2 года, и на этом он завершил спортивную карьеру.